# Louis-Antoine de Noailles
Louis-Antoine kardinál de Noailles, vévoda ze Saint-Cloud (27. května 1651 Cros-de-Montvert – 4. května 1729 Paříž) byl francouzský římskokatolický kněz, biskup v Cahors (1679–1680) a v Châlons-en-Champagne (1680–1695) a arcibiskup pařížský (1695–1729). V roce 1700 byl jmenován kardinálem.

## Život
Louis Antoine de Noailles studoval teologii na koleji Plessis v Paříži. Dne 8. června 1675 byl vysvěcen na kněze. Doktorát na Sorbonně získal 14. března 1676. V březnu 1679 byl jmenován biskupem v Cahors, ale už v červnu 1680 byl jmenován biskupem v Châlons-en-Champagne. Dne 19. srpna 1695 byl jmenován pařížským arcibiskupem. V roce 1698 obdržel Řád sv. Ducha. Papež Inocenc XII. jej dne 21. června 1700 jmenoval kardinálem s titulem kardinál-kněz u kostela Santa Maria sopra Minerva. V roce 1710 se stal rektorem Sorbonny. Arcibiskup věnoval velké částky ze svého majetku na výzdobu katedrály Notre-Dame a dalších kostelů ve své diecézi. Na vlastní náklady nechal přestavět arcibiskupský palác.
Vydal sice pět nařízení, ve kterých odsoudil jansenisty, ale vystupoval i proti jejich oponentům – jezuitům. Dílo Exposition de la foi (Expozice víry) vysvětlující doktrínu jansenismu, kterou předtím odsoudil Řím, Noailles po jejím vydání odsoudil 20. srpna 1696. Přesto zůstal ke stoupencům jansenismu smířlivý a několik let odmítal i přes opakované výzvy Svatého stolce přijmout bulu Unigenitus z roku 1713 odsuzující jansenismus. Tímto postojem si vysloužil nepřátelství krále Ludvíka XIV., který mu zakázal vstup ke dvoru.
Teprve v dopise papeži z 19. července 1728 a v pastoračním dopise ze dne 11. října téhož roku vydal bezpodmínečný souhlas s přijetím buly a navrátil jezuitům jejich postavení, které jim odpíral přes třináct let. Zemřel o dva měsíce později ve věku 78 let. Byl pohřben v pařížské katedrále Notre-Dame.

## Biskupská genealogie
Následující tabulka obsahuje genealogický strom, který ukazuje vztah mezi svěcencem a světitelem – pro každého biskupa na seznamu je předchůdcem jeho světitel, zatímco následovníkem je biskup, kterého vysvětil. Louis-Antoine de Noailles patří k linii kardinála d'Estouteville. Rekonstrukcím a vyhledáním původu v rodové linii ze zabývá historiografická disciplína biskupská genealogie.
1. kardinál Guillaume d’Estouteville
2. papež Sixtus IV.
3. papež Julius II.
4. kardinál Raffaele Sansoni Riario
5. papež Lev X.
6. kardinál Alessandro Farnese
7. kardinál Francesco Pisani
8. kardinál Alfonso Gesualdo di Conza
9. papež Klement VIII.
10. kardinál Pietro Aldobrandini
11. biskup Laudivio Zacchia
12. kardinál Antonio Barberini
13. arcibiskup Nicolò Guidi di Bagno
14. arcibiskup François de Harlay de Champvallon
15. kardinál Louis-Antoine de Noailles